# Heestert-Tournai-Heestert
Heestert-Tournai-Heestert est une ancienne course cycliste belge, réservée aux indépendants et organisée de 1953 à 1965, entre Heestert en province de Flandre-Occidentale et Tournai en Région wallonne.

## Palmarès
| Année | Vainqueur             | Deuxième           | Troisième            |
| ----- | --------------------- | ------------------ | -------------------- |
| 1953  | Odiel Vandecasteele   | Roger Verbeke      | Gilbert Van de Wiele |
| 1954  | Julien Cools          | Étienne Amelijnck  | Albert Christiaens   |
| 1955  | Pierrot Gosselin      | Roger Verbeke      | Noël Foré            |
| 1959  | Marcel Ongenae        | Wilfried Salembier | Victor Huyghe        |
| 1960  | Florent Van Pollaert  | Johnny Deleye      | Willy Tembuysser     |
| 1961  | Lucien Stevens        | Julien Gekière     | Robert Vandecaveye   |
| 1962  | Roland Aper           | Eric Callens       | Daniel Carpentier    |
| 1963  | Adriaan Van Der Vloet | Julien Gaelens     | Urbain De Brauwer    |
| 1964  | Noël Nemegeer         | Piet Steenvoorden  | Eric Esprit          |
| 1965  | Georges Delvael       | Hubert Criel       | Daniel Delameilleure |